# The Tourists
The Tourists — британський поп-гурт.
Утворений 1978 року в Лондоні. До складу гурту ввійшли: Дейв Стюарт (Dave A. Stewart; 9 вересня 1952, Сандерленд, Велика Британія) — гітара; Піт Кумбес (Pete Coombes) — вокал, гітара; Енні Леннокс (Annie Lennox; 25 грудня 1954, Абердин, Шотландія) — вокал; Джим Тумі (Jim Toomey) — ударні та Едді Чін (Eddie Chin) — бас.
Засновниками The Tourists були Девід Стюарт та Піт Кумбес. перший з них у середині 1970-х років керував гуртом Longdancer, а другий здобував музичний досвід у формації Peculiar Star. 1976 року обидва музиканти утворили дует, виступаючи у фолк-клубах та нічних закладах Західної Європи. 1977 року після повернення до Лондона до них приєдналась випускниця лондонської «Royal Academy Of Music» Енні Леннокс, яка до цього співала у джаз-рок-формації Red Brass, перетворившись у тріо, музиканти взяли собі назву The Catch і незабаром дебютували синглом з творами «Borderline» та «Black Blood», записаних для невеликої фірми «Logo». 1978 року після приєднання тумі та Чіна тріо перетворилося на квінтет, змінивши й назву групи на The Tourists.
Продюсером першого, записаного 1979 року альбому був німецький режисер Конні Планк, а автором усіх композицій (у тому числі й тих, що вийшли на синглах) є Кумбес. Перший справжній успіх гурт здобув завдяки власній версії твору «І Only Wanna Be With You» з репертуару Дасті Спрингфілд.
Суперечка музикантів з фірмою «Logo» на початку 1980 року завершилась угодою з «RCA», на якій вийшов черговий альбом «Luminous Basement». Цей лонгплей записувався під керівництвом Тома Аллома у студії легендарного продюсера Джорджа Мартіна. Однак платівка продавалась дуже погано і в жовтні 1980 року група розпалась. Кумбес і Чін незабаром утворили формацію Acid Drops, а Стюарт з Леннокс продовжили наступного року свою співпрацю як дует Eurythmics.

## Дискографія
- 1979: The Tourists
- 1979: Reality Effect
- 1980: Luminous Basement
- 1981: Tourists
- 1984: Should Have Been Greatest Hits
- 1997: Greatest Hits